# And Soon the Darkness (film, 1970)
Pour les articles homonymes, voir And Soon the Darkness (film, 2010).
Pour plus de détails, voir Fiche technique et Distribution.
And Soon the Darkness est un film britannique réalisé par Robert Fuest, sorti en 1970.

## Synopsis
Cathy et Jane, deux infirmières britanniques en vacances en France, décident de faire une balade à vélo dans la campagne. Un jour, dans un café, l'une d'elles fait la connaissance d'un homme. Peu après les deux amies se disputent et se séparent. Quand Jane revient dans le village pour retrouver Cathy, celle-ci a disparu...
Jane va essayer de la retrouver, d'autant plus qu'il y aurait eu des disparitions similaires auparavant. Mais elle ne parle pas français...

## Fiche technique
- Titre original : And Soon the Darkness
- Réalisation : Robert Fuest
- Assistants : Alain Bonnot, Ken Baker
- Scénario : Brian Clemens et Terry Nation Librement inspiré de l'affaire Robert Avril
- Décors : Philip Harrison
- Costumes : Roy Ponting
- Photographie : Ian Wilson
- Son : Bill Rowe
- Montage : Ann Chegwidden
- Musique : Laurie Johnson
- Production : Albert Fennell, Brian Clemens
- Société de production : Associated British Productions
- Société de distribution : Warner-Pathé Distributors
- Pays d'origine :  Royaume-Uni
- Langues originales : anglais et français
- Format : couleur (Technicolor) — 35 mm — 1,85:1 — son Mono (RCA Sound System)
- Genre : Thriller
- Durée : 95 minutes
- Date de sortie : 
  - Royaume-Uni : 10 septembre 1970

## Distribution
- Pamela Franklin : Jane
- Michele Dotrice : Cathy
- Sandor Elès : Paul
- Jean Carmet : M. Renier
- Claude Bertrand : Lassal
- John Nettleton : le gendarme
- Clare Kelly : l'institutrice
- Hana-Maria Pravda : Mme Lassal
- John Franklyn : le vieil homme

## Autour du film
- On retrouve dans cette production une partie de l'équipe de la Saison 6 de Chapeau melon et bottes de cuir, à savoir Robert Fuest pour la réalisation, Brian Clemens et Terry Nation pour le scénario et Laurie Johnson pour la musique.
- Le film a été tourné à Jargeau, Sougy et Rouvray-Sainte-Croix dans le Loiret ainsi qu'à Beauce la Romaine dans le Loir-et-Cher.
- Un remake, réalisé par Marcos Efron, mais dont l'action se déroule en Argentine, fut tourné et sorti en février 2010.